# 小幡景高
小幡 景高（おばた かげたか）は、戦国時代の武将。神成城主。上野国甘楽郡の国衆・小幡氏の一族。父は小幡図書助。父と共に長尾景虎（上杉謙信）の関東侵攻に加担し、上杉氏の後援を得て小幡氏当主となった。しかし後に宗家の小幡憲重に攻められ没落した。

## 生涯

### 出自
小幡氏は上野国甘楽郡小幡郷を本貫とした国衆で、国峯城を本拠とした一族が宗家として君臨したほか、複数の一族が点在して存在していた。図書助を名乗る系統は『快元僧都記』にて天文2年（1533年）の時点で鶴岡八幡宮造営の勧進に応じた上野国衆のうち宗家の小幡播磨守顕高と共に図書助の存在が確認でき、また現在の富岡市神成にあった神成城を本拠としていたとされる。景高の父である小幡図書助は宗家当主の小幡憲重と従兄弟であり、かつ相婿であったとされる。

### 事績
小幡氏は関東管領・山内上杉氏の従属国衆であったが、宗家の小幡憲重は天文17年（1548年）以降から勢力を拡大する武田氏・後北条氏に気脈を通じ、同21年（1552年）に上杉憲政が北条氏康に関東を追われると武田氏・後北条氏に従属した。
しかし永禄3年（1560年）に上杉憲政を擁した長尾景虎が関東侵攻を行い、武田・後北条方であった宗家の憲重を国峯城から追った。この際に景虎は、上杉方に協力的であった憲重の従兄弟で景高の父・図書助を小幡氏当主に擁立した。この時長尾景虎の従属の際に景高は父から家督を譲られ、長尾景虎の「景」の偏諱を受けたと考えられている。また『関東幕注文』には下野足利衆の一員として「小幡次郎」の名前が確認でき、これが景高のことであると考えられる。
その後翌4年（1561年）に武田信玄による西上野への侵攻が開始されると、信玄の後援を受けた憲重が甘楽郡に攻め入り、景高は国峯城を追われた。その後小幡氏家中では図書助を名乗る一族が確認できないことから、景高ら図書助一族は没落したものと考えられる。